# Ammothereva poecilopa
Ammothereva poecilopa är en tvåvingeart som först beskrevs av Friedrich Hermann Loew 1871.  Ammothereva poecilopa ingår i släktet Ammothereva och familjen stilettflugor. Inga underarter finns listade i Catalogue of Life.